# Rank kodriver
Rank kodriver (Primula stricta) er en flerårig, urteagtig plante med en grundstillet bladroset og en eller flere oprette, bladbærende stængler. 

## Beskrivelse
Bladene har korte, vingede stilke, og de er bredt lancetformede til spatelformede med hel eller let tandet rand. Oversiden er hårløs og græsgrøn, mens undersiden er lidt lysere. 
Blomstringen sker i løbet af sommeren (afhængigt af bortsmeltningen af snedækket). Blomsterne er samlet 2-9 sammen i endestillede stande. De enkelte blomster er regelmæssige og 5-tallige med et grønt, sammenvokset bæger med violette striber og en krone, der er sammenvokset til et rør med frie, udbredte flige i rødviolet eller lavendelblå farve. Frugterne er ovale kapsler med mange frø.
Rodnettet består af tynde, korte jordstængler og et trævlet rodsystem.
Højde x bredde og årlig tilvækst: 0,15 x 0,10 m (15 x 10 cm/år).

## Hjemsted
Arten er udbredt i kystnære, arktiske områder fra arktisk Rusland, Lapland og Nordnorge over Island og Grønland til det østlige Canada. 
I hele sit udbredelsesområde findes den i lysåbne bevoksninger f.eks. alpine enge, skove, overdrev og tundraområder, hvor jorden er veldrænet og hurtigt udtørrende, sammen med bl.a. agerpadderok, blåbær, rypelyng, bidende ranunkel, bjergløvefod, dværgpil, fjeldfrøstjerne, fjeldrapgræs, guldpotentil, hedelyng, høstborst, katteskæg, mosebølle, nordisk dværgulvefod, skovstorkenæb og sneensian
-
| Portal | Portal:Botanik |

## Note
1. ↑  Fra begyndelsen blev denne art sammenblandet med Melet Kodriver, men også grønlandske arter og underarter samt flere arter fra Alaska har været forvekslet med den. Korrekt bestemmelse afhænger af, om planten er i blomstring. Jf. Efloras: Primula stricta (engelsk)
2. ↑  Zipcodezoo: Primula stricta – ecology (engelsk)